# Függőhíd

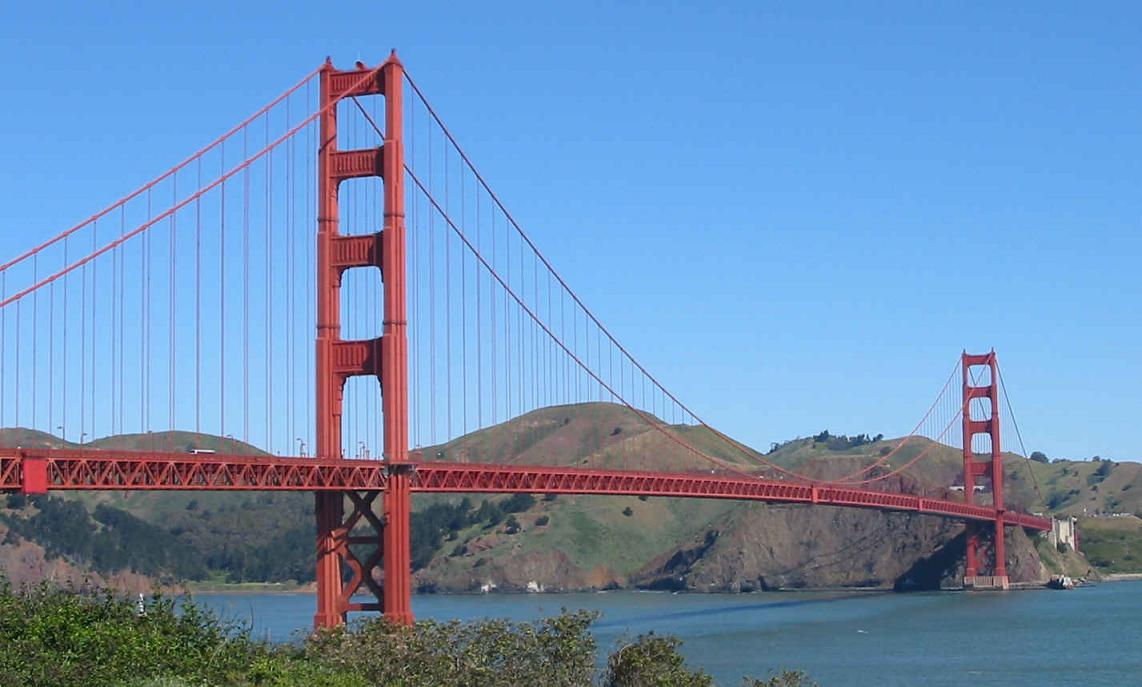
A Golden Gate híd San Franciscoban

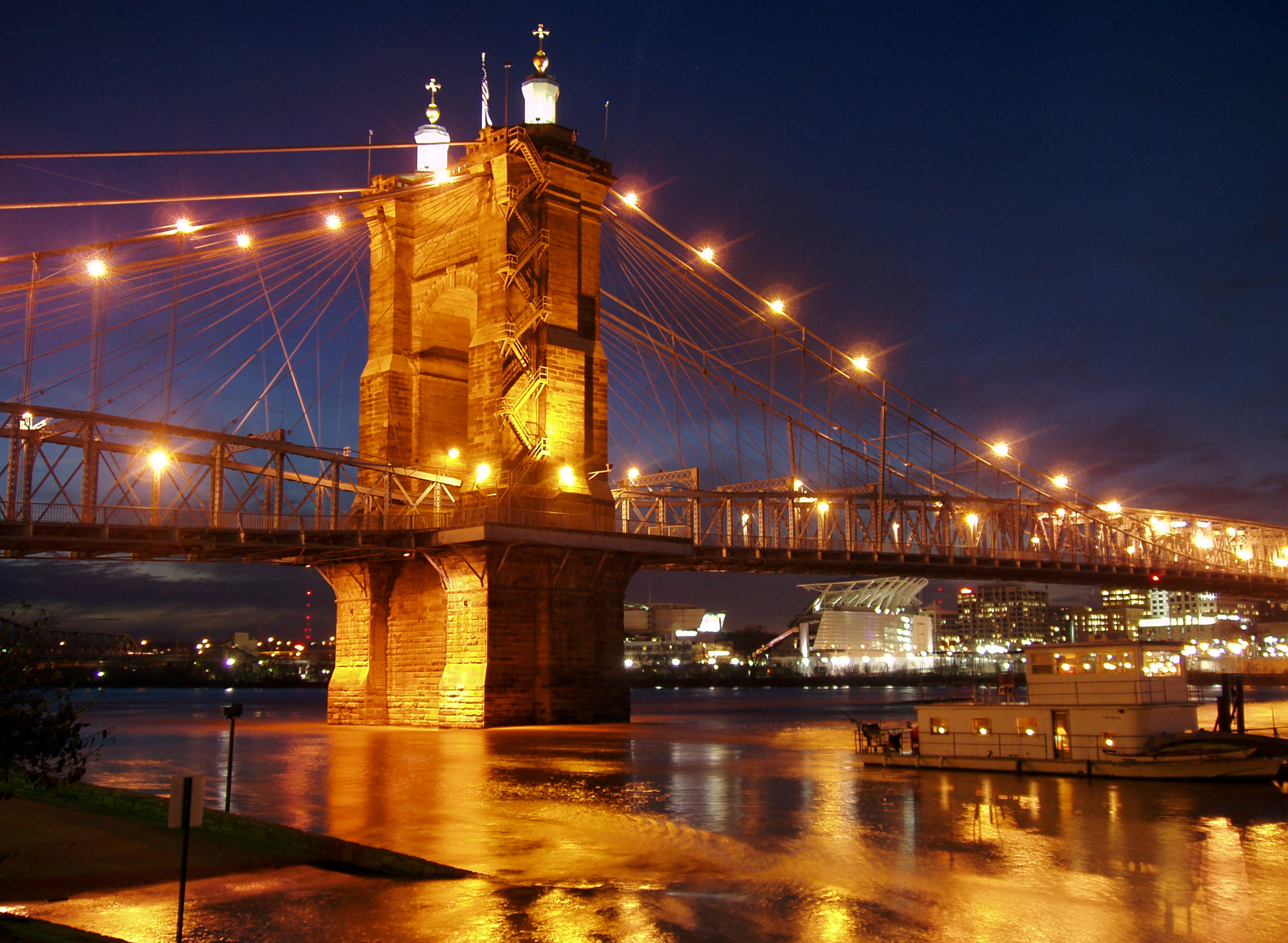
A John A. Roebling függőhíd Cincinnatiban

A függőhíd olyan híd, melynek fő tartószerkezeti elemei a végpontjaikon lehorgonyzott tartókábelek vagy -láncok, és a híd pályaszerkezete (merevítőgerendája) e főtartók alá kerül befüggesztésre jellemzően függőleges, esetenként ferde helyzetű függesztőrudakkal vagy -kábelekkel.
Függőhidakat az ősidők óta készítenek, ezek egyik példája az inka kötélhíd, az első európai függőhídrajzot azonban csak Faustus Verantius Machinae Novae című, 1616-ban megjelent művében találjuk. A függőhidak széles körű elterjedését a 19. század elején a nagyüzemi acélgyártás kifejlődése tette lehetővé.
A magyar nyelvű szakirodalomban elterjedt, hogy a függőhidak egyik típusaként határozzák meg a ferdekábeles hidakat is, de teljesen eltérő erőjátékuk miatt a kétfajta szerkezetet – a nemzetközi gyakorlatnak megfelelően – önálló szerkezeti rendszernek kell tekinteni.

### Korai függőhidak

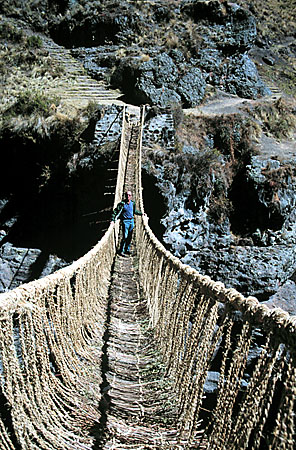
Inka kötélhíd

A két végén rögzített kötéllel történő áthidalást a trópusi övezetekben lévő magas hegyekben alkalmazták először, egymástól függetlenül a déli Himalájában és a dél-amerikai Andokban is kialakult ez a megoldás. A kötél a természetben rendelkezésre álló liánból vagy más növényi szálakból készült. A vas alkalmazására először a kínai Kintanyban (Jünnan tartomány) került sor, egy i. sz. 65-ben épült, mély völgyet áthidaló lánchídnál. A tibeti szent, Thangtong Gyalpo a 15. század első felében épített vasláncok alkalmazásával függőhidakat Tibetben és Bhutánban. Ezek az ún. kötélhidak annyiban tértek el a mai függőhidaktól, hogy a hídpálya nem a teherhordó kötél alá voltak felfüggesztve, hanem közvetlenül azokhoz közvetlenül volt erősítve, követve annak ívét. Megkülönböztetésül a függőhidak többi fajtájától nevezik kötélhídnak.

### Az első modern függőhidak
A Verancsics Faustus által a 17. században készített hídtervek nem valósultak meg, így az első modern, mai értelemben vett függőhidak a 18–19. század fordulóján készültek. 1741-ben az északkelet-angliai Winchnél, a Tees folyó felett építették meg az első európai lánchidat, a 24,5 méter hosszú, mindössze 0,7 méter széles híd csak gyalogosok közlekedésére volt alkalmas.
Az első statikailag méretezett, járművek által is használható függőhíd az 1801-ben, James Finley által épített, a pennsylvaniai Jacob's Creek felett átívelő, kovácsoltvas láncokra függesztett, 21 méter támaszközű szerkezet volt. A hidat 1833-ban lebontották.
1820-ban adták át a forgalomnak az Egyesült Királyság első közúti függőhídját a Tweed folyó fölött átívelő, 135 méter fesztávolságú Union Bridge-t. 1826-ban a világ leghosszabb lánchídja már a Wales-i Menai-szoros hídja volt 176 méteres fesztávolsággal.
A világ első kábelhídja, az 1816-ban átadott Spider Bridge, Philadelphia közelében állt, és egy 124 méter fesztávolságú, mindössze 0,45 méter szélességű ideiglenes szerkezet volt. Az első állandó kábelhidat a svájci Guillaume-Henri Dufour tervezte, az 1823-ban Genfben átadott híd különlegessége kétnyílású kialakítása volt, 40-40 méteres támaszközökkel. Az első szabadon szerelt kábelekkel készülő hidat Joseph Chaley építette 1834-ben az ugyancsak svájci Fribourgban, ennek 273 méteres fesztávolsága akkor világrekordot jelentett.
Az első vasúti acél kábelhidat 1855-ben a német John Augustus Roebling tervei alapján építették a Niagara folyó fölött, míg az első vasúti lánchíd a bécsi Duna-csatorna 1859-ben átadott hídja volt.

### Későbbi jelentősebb függőhidak

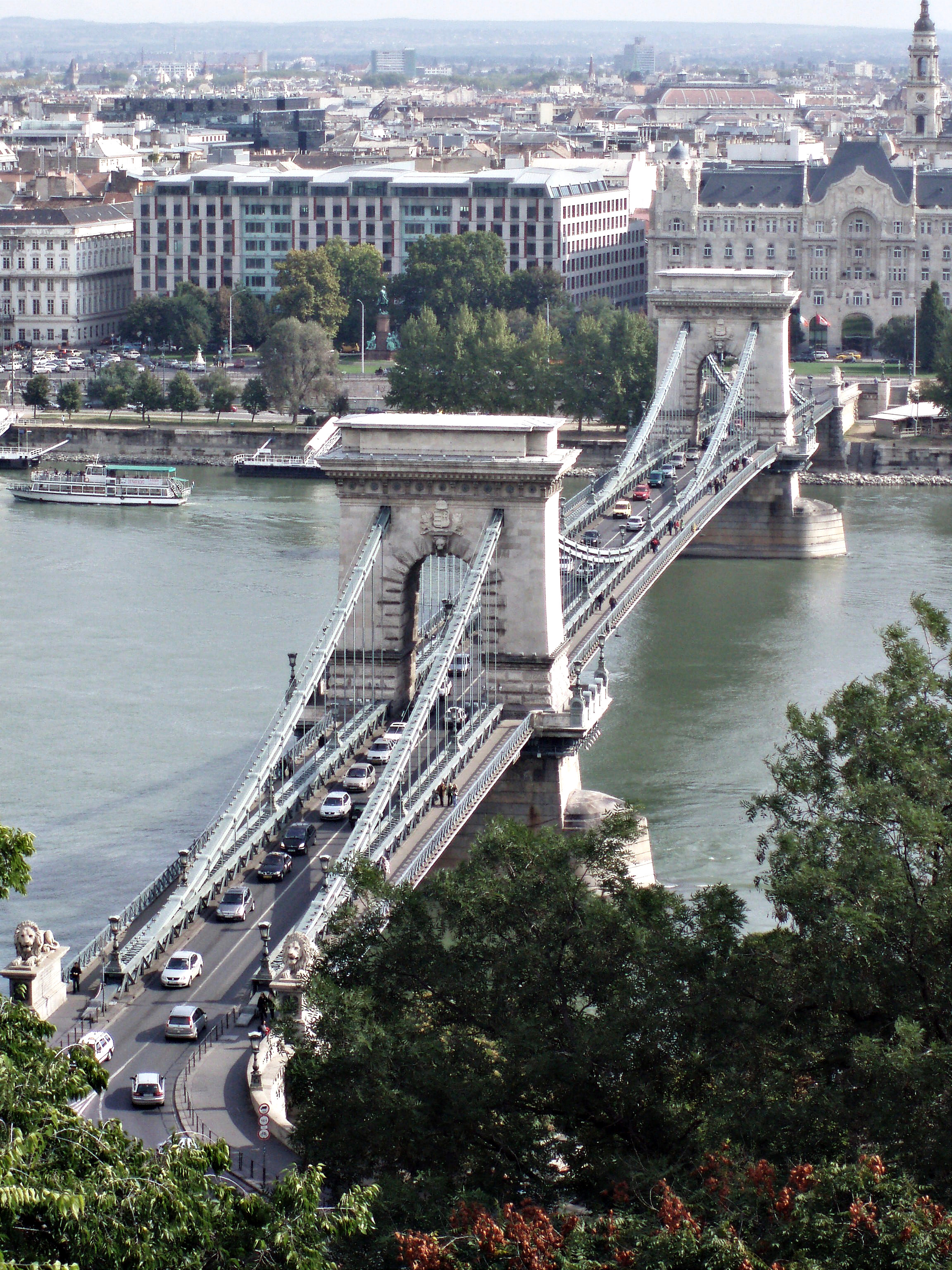
A Széchenyi lánchíd Budapesten

A függőhidak építése a 19. század második felében nagy lendületet vett, és mind a mai napig ez a szerkezettípus a leggazdaságosabb megoldás a nagy fesztávolságok áthidalására. A továbbiakban – a teljesség igénye nélkül – megemlítjük a valamilyen szempontból különleges, a maguk idejében esetleg rekordot jelentő alkotásokat.

#### Lánchidak
- Széchenyi lánchíd (Budapest, 1849): Magyarország első állandó Duna-hídja, tervezője William Tierney Clark, középső támaszköze 203 méter.[15]
- (Régi) Erzsébet híd (Budapest, 1903): Tervezője Czekelius Aurél, középnyílása 290 méter volt, amivel a világ legnagyobb támaszközű lánchídjának számított egészen 1926-ig. A világon elsők között alkalmaztak ennél a hídnál acélanyagú pilonokat, valamint újdonságnak számított a pilonoknál a talpcsukló alkalmazása is.[16]
- Hercilio Luz híd (Florianópolis/Brazília, 1926): 339,5 méteres támaszközével a világ valaha épült legnagyobb lánchídja lett.[16]

#### Kábelhidak

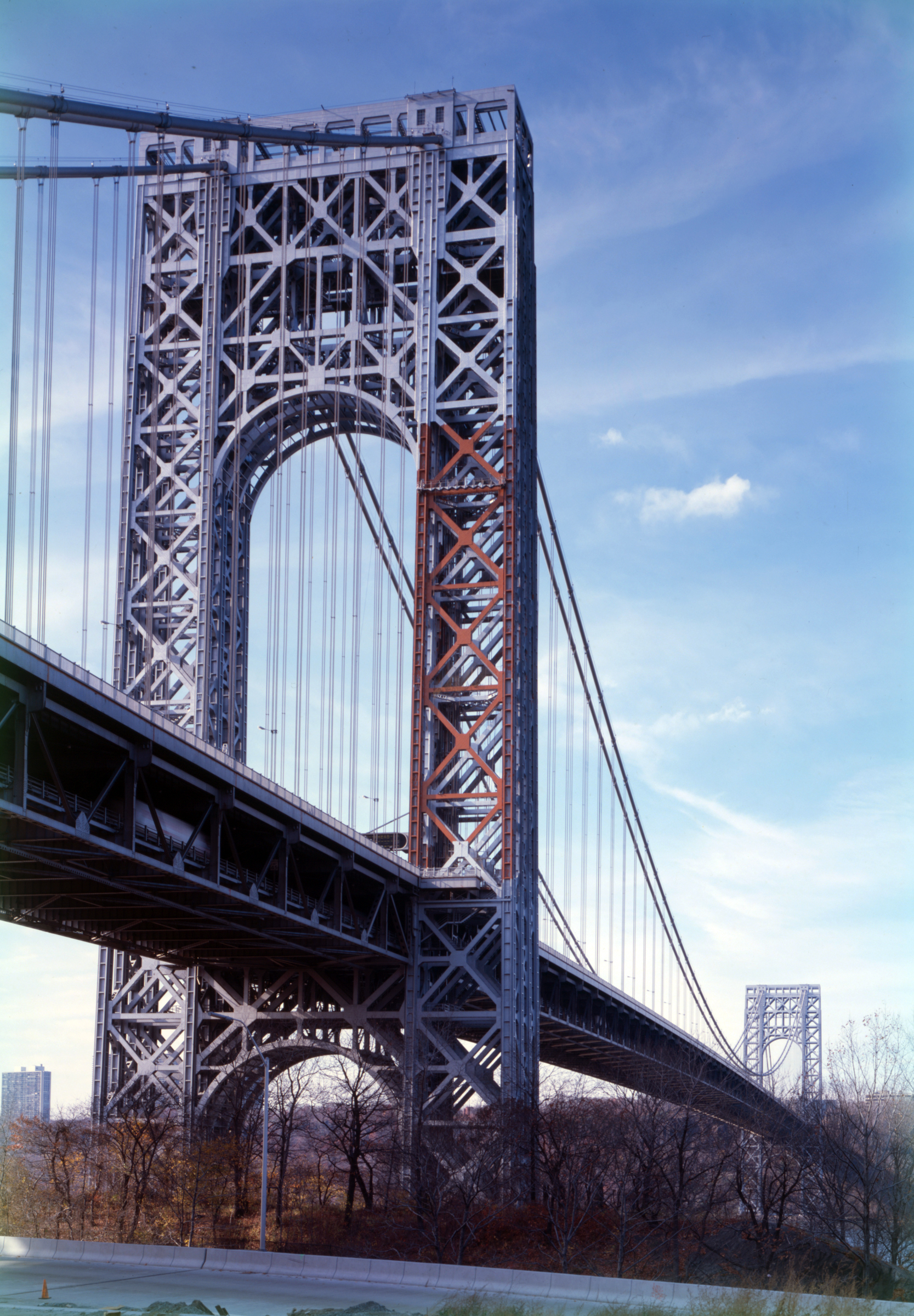
George Washington híd (New York): a világ első meghaladó fesztávolságú hídja 1931-ben készült el

- Ohio-híd (Cincinnati/USA, 1867): A híd tervezője John Augustus Roebling, fesztávolsága 322 méter, ami akkor világrekordnak számított.[18]
- Brooklyn híd (New York/USA, 1883): John Augustus Roebling tervei alapján épült, tartószerkezete a függőhíd és a ferdekábeles híd kombinációja. A híd nyílásbeosztása 283,5 + 486,3 + 283,5 méter, a középnyílás mérete óriási világrekordot jelentett, hiszen bő 50%-kal múlta felül az Ohio-hídét.[19]
- George Washington híd (New York/USA, 1931): Fesztávolsága 1066 méter, így elsőként haladta meg az 1 kilométeres álomhatárt.[17]
- Golden Gate híd (San Francisco/USA, 1937): A világ talán legismertebb hídja, 1280 méteres középső nyílásával lett világrekorder.[20]
- Firth of Forth közúti híd (Skócia, 1964): 1006 méteres középnyílásával az első igazán nagy európai kábelhídnak számít.[20]
- Humber híd (Anglia, 1981): 1410 méteres támaszközének köszönhetően hosszú idő óta először lett európai híd a világ legnagyobbja.[21]
- Akasi Kaikjó híd (Kóbe/Japán, 1998): 1991 méteres közbenső nyílása a világon jelenleg a legnagyobb áthidalt távolságot jelenti.[22]
- Nagy-Bælt, keleti híd (Dánia, 1998): Európa legnagyobb támaszközzel (1624 m) rendelkező hídja.[22]

## A függőhidak erőjátéka
A függőhidak fő teherviselő eleme a két végén lehorgonyzott lánc vagy kábel, amit általában két pilon tetején átvezetve helyeznek el. (Mivel a 20. század eleje óta lánchidakat már nem építenek, a továbbiakban általános esetben a kábel kifejezést használjuk a főtartóra vonatkozóan.) A kábel nagy hajlékonysága miatt (inerciája elméletileg zérus) kizárólag tengelyirányú húzóerő felvételére alkalmas, a külső terhek hatására mindenkor az ennek megfelelő alakot veszi fel. Ez a kábel saját súlyának hatására az ún. láncgörbe, vagy más néven kötélgörbe, míg egyenletesen megoszló állandó terhelés esetében parabola. A kábelek tényleges alakja a függőhidak esetében e kettő között alakul. A pilonokat úgy alakítják ki, hogy azokra lehetőleg csak nyomóerő hasson, hajlítás ne. A kábelek a pilonok merevítésében is részt vesznek, ami lehetővé teszi azok karcsú kialakítását.
A nagy alakváltozási képesség miatt a kábel önmagában nem felel meg tartószerkezetként, ezért szükség van egy hosszirányú gerendára, az ún. merevítőtartóra, ami a hídpálya terheit elosztja és a függesztő kábeleken keresztül szakaszosan továbbítja azokat a fő tartókábelre. A merevítőtartó megfelelő kialakítása biztosítja a függőhíd oldalirányú szélteherrel szembeni kellő merevségét is.

## A függőhidak típusai

### A főtartó anyaga szerint
A korai függőhidak főtartói egyszerű kötelekből vagy kovácsoltvas láncokból álltak. A 19. században főként lánchidak épültek, mert a korabeli technológia a lemezláncok készítésére volt alkalmas, a 20. század elejére azonban egyeduralkodóvá vált az acélhuzalból font kábelek alkalmazása.

#### Lánchíd
A lánchidak hídpályáját lemezvas tagokból készült láncokra függesztik fel. A láncok a pillérek tetején megszakítás nélkül átmennek, vagyis az egyik parti lehorgonyzástól a másikig egy összefüggő láncot alakítanak ki. A hídpályát ún. függővasakkal függesztik fel a láncokat összefogó csapszegekre. A láncok általában kb. 400 N/mm2 szakítószilárdságú hengerelt vasból, később kb. 600 N/mm2 szakítószilárdságú hengerelt acélból készültek.

#### Kábelhíd
A kábelhidak tartókábelei kisebb hidak esetében sodrott kábelekből készülnek, míg a nagyobb hidaknál párhuzamosan futó szálakból állítják össze úgy, hogy a huzalokat, vagy az azokból előre elkészített pászmákat a szerelőberendezéssel behúzzák egymás mellé, majd présgéppel egy köteggé összeszorítják. A huzalok anyaga nagy szilárdságú, patentírozott, hidegen húzott nemesített acél, aminek szakítószilárdsága 1400‑1600 N/mm2, azaz a belőlük készített kábel teherbírása mintegy két-háromszorosa egy azonos keresztmetszetű hengerelt vas-, illetve acélláncénak, így lényegesen nagyobb nyílások áthidalására alkalmas. 